# Zooropa
Zooropa – album irlandzkiej grupy U2 wydany w lipcu 1993 roku (zob. 1993 w muzyce).
Zooropa kontynuowała trend rozpoczęty przez Achtung Baby, i zamiast „hymnów” znajdują się tu utwory osobiste, o człowieku jako jednostce. U2 nadal eksperymentują z electronicą i techno. Jak sugeruje tytuł, album jest bardzo europejski, porusza wiele spraw czekających Europę po upadku Muru Berlińskiego. Słowa są pełne ironii, mówią o technologii i jej wpływie na stosunki z innymi ludźmi, o przeciążeniu informacjami.
Tytułowy utwór mówi o Europie „zjednoczonej” komercją i jest pełen sloganów reklamowych (słowa otwiera „Vorsprung durch Technik”, slogan firmy Audi).
W „Numb”, gdzie The Edge prawie rapując wylicza czyjeś reguły, podłożone jest bębnienie z hitlerowskiego propagandowego filmu Triumf woli.
W utworze „Lemon” Bono wspomina o swojej matce, śpiewając falsetem.
"Stay (Faraway, So Close!)”, prawie-ballada o miłości, jest uważana przez Bono za jedną z najlepszych utworów U2.
W „The Wanderer” zaśpiewał Johnny Cash, a dźwięk, którym kończy się utwór (po kilkunastu sekundach ciszy) jest alarmem, który słyszą DJ-e w przypadku ciszy w eterze.
Producenci albumu to Flood, Brian Eno i The Edge. Płytę nagrano w The Factory i Windmill Lane Studios w Dublinie, podczas przerwy w trasie koncertowej Zoo TV.
Zooropa zdobyła nagrodę Grammy 1994 w kategorii Best Alternative Music Performance.
Ponad 7 milionów kopii płyty zostało sprzedanych na całym świecie.

## Lista utworów
1. „Zooropa” (6:31)
2. „Babyface” (4:01)
3. „Numb” (4:20)
4. „Lemon” (6:58)
5. „Stay (Faraway, So Close!)” (4:58)
6. „Daddy’s Gonna Pay For Your Crashed Car” (5:20)
7. „Some Days Are Better Than Others” (4:17)
8. „The First Time” (3:45)
9. „Dirty Day” (5:24)
10. „The Wanderer” (4:44)

## Single
- „Numb” (jedynie jako wideosingiel na kasecie VHS)
- „Lemon”
- „Stay (Faraway, So Close!)”